# كوروف
كوركييف هي قرية في جنوب شرق بولندا، تقع على نهر كوركييفا. هي مركز بلدية ضمن ولاية لوبلين، وعدد سكانها حوالي الـ2800 نسمة.
بين العامين 1431 و 1442، حصلت القرية حقوق «مدينة» بناء على قانون ماغديبورغ. وكمدينة خاصّة، خدمت كمركز لتجارة المواد الغذائية للمنطقة المحيطة. وبضع مصانع لصناعة الفرو والجلود كانت موجودة أيضا، في القرن السادس عشر، أصبحت أحد مراكز الحركة الكالفينية المسيحية، حيث استقر فيها العديد من أتباع «الأخوة البولنديين». وبالتدريج وحتى عام 1660 تحول معظم السكان إلى الأريانية (نسبة إلى أريوس، وهو قس مسيحي عاش في الإسكندرية (الأخوة البولنديين)).
أشهر أبنائها الجنرال فويتشخ ياروزلسكي آخر الرؤساء الشيوعيين لبولندا.

## أعلام
- فويتشخ ياروزلسكي